# Billboard Music Award for Top Artist
Der Billboard Music Award for Top Artist (dt. Billboard Music Awards für den Besten Künstler) wird jährlich im Rahmen der Billboard Music Awards in den USA verliehen. Die Erste Verleihung in dieser Kategorie fand 1993 unter dem Namen #1 World Artist statt. 1994 fand in dieser Kategorie keine Verleihung statt. Im darauf folgenden Jahr wurde Die Kategorie unter dem Namen Artist of the Year wiedereingeführt. Im Jahr 2011 wurde die Kategorie in Top Artist umbenannt.
Seit der Ersten Verleihung 1993 wurden 50 Cent, Adele, Destiny’s Child, Taylor Swift, Usher and Drake zweimal ausgezeichnet. Taylor Swift wurde mit 6 Nominierungen am häufigsten nominiert.

## Gewinner

### 1990er Jahre
- 1993: Whitney Houston
- 1994: keine Verleihung
- 1995: TLC
- 1996: Alanis Morissette
- 1997: LeAnn Rimes
- 1998: Usher
- 1999: Backstreet Boys

### 2000er Jahre
- 2000: Destiny’s Child
- 2001: Destiny’s Child
- 2002: Nelly
- 2003: 50 Cent
- 2004: Usher
- 2005: 50 Cent
- 2006: Chris Brown
- 2007–2010: Keine Verleihung

### 2010er Jahre
- 2011: Eminem
- 2012: Adele
- 2013: Taylor Swift
- 2014: Justin Timberlake
- 2015: Taylor Swift
- 2016: Adele
- 2017: Drake
- 2018: Ed Sheeran
- 2019: Drake

### 2020er Jahre
- 2020: Post Malone
- 2021: The Weeknd
- 2022: Drake